# باتريشيا هيتون
باتريشيا هيتون (بالإنجليزية: Patricia Heaton)‏ مواليد 4 مارس 1958 في أوهايو، الولايات المتحدة، هي ممثلة أمريكية بدأت مسيرتها الفنية عام 1989. كما أنها من الفائزات بجائزة إيمي لأفضل ممثلة رئيسية في مسلسل كوميدي.

## الأعمال
- سبيس جام
- الجميع يحب رايموند
- داني الشبح
- ذا ميدل
- النجمة

## وصلات خارجية
- باتريشيا هيتون على موقع IMDb (الإنجليزية)
- باتريشيا هيتون على موقع ميتاكريتيك (الإنجليزية)
- باتريشيا هيتون على موقع روتن توميتوز (الإنجليزية)
- باتريشيا هيتون على موقع ألو سيني (الفرنسية)
- باتريشيا هيتون على موقع أول موفي (الإنجليزية)
- باتريشيا هيتون على موقع قاعدة بيانات برودواي على الإنترنت (الإنجليزية)
- باتريشيا هيتون على موقع قاعدة بيانات برودواي على الإنترنت (الإنجليزية)
- باتريشيا هيتون على موقع قاعدة بيانات الأفلام السويدية (السويدية)
- باتريشيا هيتون على موقع إن إن دي بي (الإنجليزية)
- باتريشيا هيتون على موقع قاعدة بيانات الفيلم (الإنجليزية)
- الموقع الإلكتروني
- Patricia Heaton Archive of American Television Interview